# 2022年10月英国政府危机
2022年9月至10月間，英國新任首相卓慧思所领导的保守党内阁面临着信任危机，該危機源于2022年9月的迷你預算案、失去保守党议员支持和下院无组织的投票，并最终以特拉斯辞职告终。
财政大臣夸西·克沃滕于9月23日将一份题为“增长计划”的预算案提交给下议院，这项计划不被世界金融市场看好，并最终导致克沃滕于10月14日被免职。在接下来的几天里，特拉斯受到的压力与日倍增，市场要求她撤销迷你预算案中的大部分措施，到10月17日，五名保守党议员开始逼宫（施壓要求首相退位）。10月19日，内政大臣蘇拉·布拉弗曼在与特拉斯就移民改革问题发生分歧后，因在法律上违反《大臣律》而辞职；她的辞职信批评了政府。
10月19日晚上，国会议员对工党动议进行投票，意图为辩论英国的水力压裂禁令挤出时间，但遭到政府反对。目前尚不清楚这次投票是否被政府视为信任投票，这让保守党议员感到困惑。外界猜测首席党鞭温迪·莫顿和副首席党鞭克雷格·惠特克业已辞职，而且一些保守党国会议员在部门大厅（division lobby）遭到粗暴对待的指控后来被削弱，这些猜测加剧了混乱。
卓慧思于10月25日辞去首相职务，且她已于10月20日公布相关事宜。里希·苏纳克在2022年10月的保守党领袖选举中自动当选，成为党魁和首相。特拉斯在任五十日，这意味着她的总任期是所有英国首相中最短的。

## 背景
9月23日，夸西·克沃滕向下院抛出名为“增长计划”的部长级声明，俗称“迷你預算案”。这引发了显着的负面市场反应，包括英镑兑美元汇率跌至历史新低以及政府借贷成本急剧上升。10月14日，特拉斯将财政大臣克沃滕解职，取而代之的是杰里米·亨特，后者撤销了迷你預算案中的大部分措施。
据《每日电讯报》报道，至少有五名保守党议员要求特拉斯在10月17日之前辞任：克里斯平·布朗特、安德魯·布里格登、安吉拉·理查森、查爾斯·沃克和杰里·沃里斯。当晚，特拉斯表示她“对所犯的错误感到抱歉”，但补充说她仍然“致力于实现这一愿景”，并将带领保守党参与下届英国大选。第二天，保守党同僚弗罗斯特勋爵也向特拉斯施压。
特拉斯于10月17日至20日会见1922委员会主席格雷姆·布萊迪。有传闻指10月17日的会议导致特拉斯错过了反对党领袖基尔·斯塔默关于克沃滕被免职的紧急问题。特拉斯的缺席引起了包括斯塔默在内的许多国会议员的批评。特拉斯直到亨特在下议院发表经济声明时才再度出席。

## 辞职和倒台
10月14日，夸西·克沃滕在上任38天后被免职，由杰里米·亨特继任。财政部首席秘书克里斯·菲利普被愛德華·阿格取代。10月19日，苏埃拉·布雷弗曼辞任內政大臣，格兰特·沙普斯接任。10月20日，特拉斯表示将辞任首相。
特拉斯作为前首相，有资格领取公共职责成本津贴。该津贴每年最高可达11.5万英镑，用于报销前首相在继续履行与担任前首相相关的公共职责时所面临的经认证的费用。工党的凱爾·斯塔摩表示“特拉斯德不配位。44天后，她仍未得到津贴，她应该拒收”。事实核查慈善机构Full Fact注意到人们普遍误解了津贴的性质，并补充道“前首相确已‘得到’这笔钱”的说法有误。

## 议会反应
10月19日，工党议员兼负责气候变化和净零排放的代理国务大臣埃德·米利班德提议在英国禁绝水力压裂。由于该议案将使反对党控制下院，因此党鞭严格通知保守党议员投反对票（三线鞭）。他们还被告知，投票将被视为一项信任动议。
随着时间的推移，唐寧街10號越来越担心保守党议员倒戈的可能，并通知气候大臣格雷厄姆·斯图尔特，投票将不再视同信任动议。尽管他随后将此事转给下院，但党鞭办公室并没有意识到这一变化，导致保守党议员之间陷入混乱和纠纷之中。
国会议员必须在相应的大厅中投下赞成票或反对票，一位不愿透露姓名的保守党议员认为这场投票十分“混乱”。在被随后的议长调查被压制的主张中，保守党鞭被指控粗暴对待和欺凌后座议员，意图得到更多的反对票；工党议员克里斯布莱恩特说，他看到国会议员“在投票大堂遭受欺凌”，并提到副首相泰蕾莎·科菲和商业大臣雅各·布里斯-莫格。保守党首席党鞭温迪·莫顿和副首席党鞭克雷格·惠特克据信在投票期间已经辞职。当天稍晚，议长林賽·霍伊爾责成下議院侍衛長和其他议会官员调查这些指控。该动议以326票对230票被否决（其中324名保守党议员投反对票）。11月1日，调查得出结论，雖然水力壓裂存廢投票期間氣氛緊張，但沒有證據表明投票過程中存在欺凌行為，以及有議員在投票期間受到不當影響。
在10月19日的首相答問期间，工党领袖基尔·斯塔默质疑特拉斯为何不下野，她答道“我是斗士，不是放弃者。”然而到了第二天，特拉斯宣布将辞任首相。

## 反应

### 民调

民意调查显示，在特拉斯祭出“小额预算”后，保守党的支持度一泻千里，而工党则恰恰相反。

YouGov于10月18日发布的对保守党党员的调查显示，他们中的大多数人希望特拉斯辞职。鲍里斯·约翰逊是最受欢迎的潜在替代者，其次是本·华莱士、里希·苏纳克、佩妮·莫当特、凯米·巴德诺赫、杰里米·亨特和苏埃拉·布雷弗曼。 

### 博彩业
截至10月中旬，博彩公司正在对特拉斯辞职的日期进行赔率。博彩公司将苏纳克排在下届保守党党魁人选的首位，其后是亨特、莫当特、华莱士和约翰逊。

### 《每日星报》的生菜和豆腐
10月11日，《经济学人》刊文批评特拉斯，并称她控制国家的时间几乎就像生菜一样短命。10月14日，《每日星报》开始直播一棵打扮成特拉斯的生菜，意图观察特拉斯是否会在生菜过期前辞职。结果特拉斯在不久后就宣布辞职。
10月19日，蘇拉·布拉弗曼辞职后，留下一张包含生菜和一盘豆腐的图片，以讽刺她前一天炮轰气候抗议组织的声明，称其为“读《卫报》，吃豆腐的‘沃克拉蒂’”。生菜也因此名扬四海；工党议员克里斯·布莱恩特在接受天空新闻采访时表示特拉斯“治国还不如让生菜和豆腐”。